# توقف زمان (مجموعه تلویزیونی)
توقف زمان (به انگلیسی: Time Warp) یک برنامه تلویزیونی مستند درباره علوم محبوب می‌باشد که توسط شبکه تلویزیونی دیسکاوری ساخته شده‌است. در این برنامه از وقایع مختلف با دوربین‌هایی که بیست هزار فریم در ثانیه فیلم‌برداری می‌کنند، تصویربرداری می‌شود و سپس به صورت آهسته بازپخش می‌شود.